# Bajevica
Bajevica (Servisch cyrillisch: Бајевица) is een plaats in de Servische gemeente Novi Pazar. De plaats telt 563 inwoners (2002).